# 布哈林主义

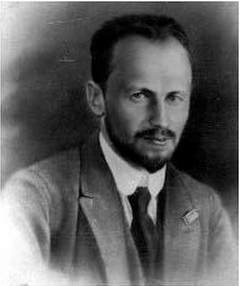
尼古拉·布哈林

布哈林主义（羅馬化：Bukharinizm）是俄罗斯革命家、思想家尼古拉·布哈林发展出的政治意识形态，为马克思主义分支。布哈林主义是一种市场社会主义形式，而布哈林有时被称为“市场社会主义之父”。布哈林认为市场与中央计划必须相辅相成。在一段短暂时期内，“官方布尔什维克主义”是布哈林主义的。